# Danza o Habanera
Durante el siglo XIX, y comienzo del XX, los buques cargueros que atracaron en el Callao y demás puertos del litoral peruano, fueron llevando, aparte de valiosos y vitales cargamentos en sus bodegas, aires y cantares folclóricos de otras latitudes americanas, que aprendieron directamente de las rajadas voces de sus curtidos tripulantes.
De las Antillas Mayores, barcos que llegaron a la costa peruana por el Estrecho de Magallanes, porque aún no se había abierto el Canal de Panamá, fueron llevando un nuevo ritmo, la danza, llamada también Habanera. Canción de origen cubano que se acompaña con guitarra y flauta; cuyo tema por lo general es de corte lírico romántico, canta cuitas amorosas:
- "De todos los colores / me gusta el verde / porque las esperanzas /nunca se pierden.
- Por ti me olvidé de Dios, / por ti la gloria perdí / y al fin me voy a quedar / sin Dios, sin gloria y sin ti".

Canción mulata que a veces, se da en temas por demás picarescos, como el siguiente párrafo, en que la musa festiva cubana se burla de sus hermanos borinqueños:
Pese a que la danza no pertenece al folklore peruano, en la segunda mitad del siglo XIX y durante las primeras décadas del siglo XX se cantaba con tanta propiedad que bien merece tomarse en cuenta, sino más bien como estudio, sobre todo si se admite que muchos limeños compusieron obras bajo ese estilo.
- Datos: Q5799237